# Sabanejewia larvata
Sabanejewia larvata é uma espécie de peixe actinopterígeo da família Cobitidae.
Apenas pode ser encontrada na Itália.
Está ameaçada por perda de habitat.